# Periclimenes brevicarpalis
Periclimenes brevicarpalis es una especie de camarón omnívoro de la familia Palaemonidae, orden Decapoda.

## Simbiosis
La simbiosis de P. brevicarpalis es compartida con las anémonas Stichodactyla haddoni, Entacmaea quadricolor, Heteractis crispa y Stichodactyla gigantea, donde viven en grupos de hasta seis miembros.